# Лазарев, Александр Павлович
Александр Павлович Лазарев (29 июля 1899, Астрахань, Российская империя — 16 мая 1974) — советский военно-политический деятель, генерал-майор, участник Гражданской, Великой Отечественной войн. Член РКП(б) с 1918 года.

## Биография
Родился 29 июля 1899 года в Астрахани. Русский.
Образование — неполное среднее.
В 1919 году вступил в ряды Красной Армии. Участвовал в Гражданской войне в боевых действиях на Кавказском фронте. С 1922 года на политической работе. Окончил курсы высшего состава политработников. В 1940 году участвовал в освободительном походе Красной армии в Бессарабию.

### Великая Отечественная война
В начале Великой Отечественной войны полковой комиссар А. П. Лазарев служил в Одесском военном округе, с августа по сентябрь исполнял должность начальника Политического управления этого объединения.
С начала ноября 1941 года А. П. Лазарев — военный комиссар 3-й Московской коммунистической стрелковой дивизии, с которой участвовал в обороне Москвы. 8 декабря 1942 года дивизия была преобразована в 53-ю гвардейскую стрелковую дивизию.
В 1943 году занимался формированием 42-го стрелкового корпуса, в котором с первых его участия в боевых действиях и до конца войны служил заместителем командира по политической части.
За годы войны гвардии полковник А. П. Лазарев был удостоен 8 орденов

### Послевоенное время
По окончании войны гвардии полковник, с конца 1940-х годов — генерал-майор А. П. Лазарев служил политработником. С 1950 по 1955 гг. он был членом Военного совета Уральского региона ПВО, преобразованного в 1951 году в 5-ю Краснознамённую армию ВВС и ПВО.

## Награды
Генерал-майор А. П. Лазарев был удостоен 9 орденов, в том числе орденом Ленина (за выслугу лет — 1945), четырьмя орденами Красного Знамени (1942, 1943, 1944, 1945), 2 орденами Кутузова 2-й степени (оба — в 1945 году); ряда медалей.

## Оценка боевой деятельности
Тов. Лазарев законно пользуется всеобщим уважением со стороны красноармейцев, командиров и политработников. … Лично участвует в подготовке каждой боевой операции. Непосредственно бывает в подразделениях, которые ведут бой. Своим личным примером поднимает части на выполнение боевых приказов командования армии и фронта.
— Из наградного листа на представление А.П. Лазарева к первому ордену Красного Знамени

А как не сказать доброго слова о комиссаре дивизии А. П. Лазареве! К полковнику Лазареву в трудную минуту шли за советом и рядовые и командиры. Он покорял своей душевностью, подлинно человеческим тактом, умением понять с полуслова, разобраться в сложной ситуации. Ныне он генерал-майор запаса, проживает в Свердловске. Его фронтовые друзья до сих пор советуются с ним по своим житейским делам…
— О друзьях-товарищах. Сборник воспоминаний бойцов и командиров 3-й Московской коммунистической стрелковой дивизии. Сост. Т. К. Некрасов. Изд. 2-е, доп. и испр. М, "Моск. рабочий", 1975. - 208 с.

## Звания
- на 06.1941 — полковой комиссар
- на 03.1943 — гвардии полковник
- на 1951 год — генерал-майор